# 山原玲子
山原 玲子（やまはら れいこ、1945年6月28日 - ）は、フリーアナウンサー。元中国放送（RCC）アナウンサー。

## 来歴・人物
広島県三原市(旧、豊田郡本郷町)出身。同志社女子大学学芸学部英文学科を卒業後、1968年に中国放送へ入社。趣味は和装、絵画、自然観察等と多彩であり、その趣味が中国放送の番組にとりあげられたり、絵画が広島市のデパート福屋の袋に採用されたこともある。
2005年9月30日、中国放送（RCC）を定年退職。
現在は番組ナレーション、イベントの司会を中心に活動している。中でもナレーションはJNNアノンシスト賞を何度も受賞するほどの腕前である。
好きな言葉は「きもの やきもの ひとりもの」。

## 主な出演

### 過去の担当番組
ラジオ
- 山原玲子のピックアップサンデー
- みたり聴いたりコータリン
- ひろしま市民とともに

テレビ
- RCCイブニングワイド（イブニングふぉ～・広島ジャパネスク）
- メガ流忍者 龍蔵（2018年1月19日、広島テレビ）
- 元気!大好き!!ひろしま県